# Rousses
Rousses (okzitanisch Rosses) ist eine französische Gemeinde mit 119 Einwohnern (Stand 1. Januar 2022) im Département Lozère in der Region Okzitanien. Sie gehört zum Arrondissement Florac und zum Kanton Le Collet-de-Dèze. Die Gemeinde grenzt im Norden an Vebron, im Osten und im Süden an Bassurels, im Südwesten an Gatuzières und im Westen an Fraissinet-de-Fourques.

## Weblinks

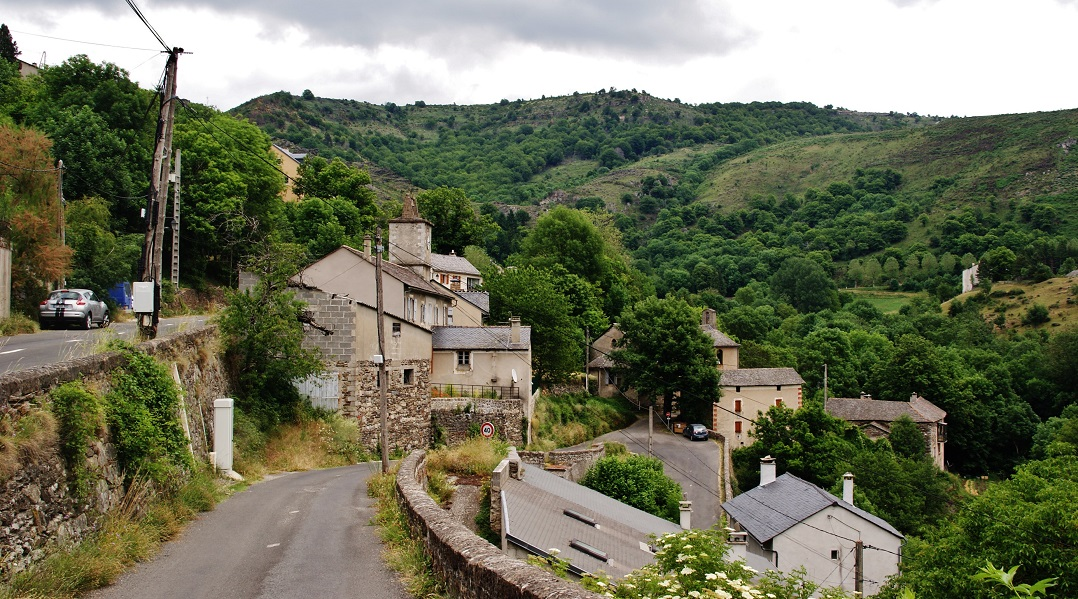
Blick auf Rousses

## Bevölkerungsentwicklung
| Jahr      | 1962 | 1968 | 1975 | 1982 | 1990 | 1999 | 2008 | 2018 |
| --------- | ---- | ---- | ---- | ---- | ---- | ---- | ---- | ---- |
| Einwohner | 106  | 93   | 79   | 67   | 69   | 86   | 102  | 121  |